# Spigelia kleinii
Spigelia kleinii là một loài thực vật có hoa trong họ Mã tiền. Loài này được L.B.Sm. miêu tả khoa học đầu tiên năm 1960.